# コールバーグ・クラビス・ロバーツ
コールバーグ・クラビス・ロバーツ（英: Kohlberg Kravis Roberts & Co. L.P. / KKR & Co. Inc.）は、アメリカ合衆国、ニューヨークを拠点とする国際的投資会社である。未公開株、エネルギー、インフラストラクチャー、不動産、クレジット、ヘッジファンドを戦略的パートナーと共に運営しているLBOの先駆で、最古の米系PEファンドであると同時に元祖的存在である。

## 概要
1976年にジェローム・コールバーグ・ジュニア、ヘンリー・クラビス、ジョージ・ロバーツによって設立された。彼らは、みなベアー・スターンズの出身者である。コールバーグ・クラビス・ロバーツ（KKR）はグループ・ブリュッセル・ランバートから資金を調達してレバレッジド・バイアウト（LBO）の名手となった。
本社はニューヨークにあり、オフィスがサンフランシスコ、ヒューストン、ワシントンD.C.、ロンドン、パリ、香港、東京、北京、ムンバイ、ドバイ、ソウル、シドニー、マドリードなど26ヶ所にある。450名の投資の専門家を含めた1400名の従業員を擁し、ポートフォリオにある会社の数は103社で年間売り上げ2180億ドルに上る巨大プライベート・エクイティ・ファンドである。
日本法人として株式会社KKRジャパンと株式会社KKRキャピタル・マーケッツが東京都千代田区に所在する。

## 投資案件
セイフウェイ
1986年、アメリカ合衆国の大手スーパーマーケット・チェーンであるセイフウェイを55億ドルで友好的に買収した。これは米国の投資家による敵対的買収から経営陣を守るためであった。セイフウェイは1990年に再び公開企業に戻った。
RJRナビスコ
1989年、アメリカ合衆国有数の大企業である食品・タバコメーカーのRJRナビスコを、LBOを用いて250億ドルで買収した。これは2006年にKKRを中心とするグループがホスピタルコーポレーション・オブ・アメリカ（HCA）をMBOするまで最大のバイアウトだった。
ボーデン
1995年には、同じくアメリカ合衆国有数の大企業である食品・化学メーカーのボーデンを買収。同社はのちにヘキシオン・スペシャルティ・ケミカルズに吸収合併、現在のモメンティブ・スペシャルティ・ケミカルズの1部門となっている。
ホスピタルコーポレーション・オブ・アメリカ
2006年、KKR、ベインキャピタル、メリルリンチ証券と創業者のThomas F. Frist Jr.は、共同でホスピタルコーポレーション・オブ・アメリカ（HCA）を買収し非公開化した。買収額は316億ドルで、RJRナビスコの記録を塗りかえた。その後2011年3月、HCAはニューヨーク証券取引所に再上場し、1262億株が公開された。これは非公開株の再上場としては過去最大規模となった。
TXU Energy
2007年、KKRが率いるグループがTXU Energyを約450億ドルで買収し、LBOを使用した過去最大の案件となった。
西友
2020年11月16日、ウォルマートが2008年に完全子会社化した西友株の65%をKKRが取得し、20％を楽天が新規設立する子会社が取得、残る15%をウォルマートが保有を続けると報道された。KKRは小売業再生のノウハウを提供、楽天は2018年に提携開始した楽天西友ネットスーパーのさらなる強化に加え、スマートフォンアプリによるキャッシュレス決済の導入を進めるとした。なお、KKRによる西友株の取得は、2021年第1四半期に完了予定としている。2025年3月5日、保有する株式をウォルマートと共にトライアルホールディングスに7月1日付で全株売却する株式譲渡契約を締結。
マレリ
2017年3月23日、KKR傘下のCKホールディングスが自動車部品メーカーであるカルソニックカンセイの株式公開買い付けを完了。さらに2018年にはフィアット・クライスラー・オートモービルズの部品部門であるマニエッティ・マレリを買収し、会社を世界トップテン規模に迫る大型自動車部品メーカーへと変貌させた。2019年には企業名をマレリと改め株式の再上場を計画していたが、新型コロナウイルス感染症の拡大に伴う世界的な景気減速に直面して断念。2022年には経営状態が悪化、金融機関への債務が1兆円規模に達して事業再生ADRの活用を検討していることが報じられた。
PHCホールディングス（旧パナソニックヘルスケア）
2014年3月31日、パナソニックはヘルスケア社の全株式をKKRが設立した持株会社パナソニックヘルスケアホールディングスに約1,650億円で売却。その後三井物産へのKKR持分一部売却、三菱ケミカルホールディングス子会社取得に伴う株式交換、米プライベートエクイティLキャタルトンの投資などを経て、2021年10月に東京証券取引所市場第1部に上場した。
ロジスティード（旧日立物流）
2022年4月21日、日立製作所より日立物流の株式を購入する交渉に入ったことが報じられ、2023年3月1日に買収の完了が発表された。株式取得完了により、KKRが議決権の90％、日立製作所が10％を保有し、TOBを含めた買収総額は約6700億円。
サイモン&シュスター
2023年6月、ウォール・ストリート・ジャーナル（WSJ）は、ハーパーコリンズと投資会社コールバーグ・クラビス・ロバーツ（KKR）が同社の潜在的な最有力候補として浮上したと報じられた。2023年8月3日、KKRがパラマウント・グローバルと「事前協議」を行っていると報じられた。2023年8月7日、パラマウント・グローバルはサイモン&シュスターをKKRに16億2000万ドルに売却することに合意したと明らかにした。2023年10月30日に売却が完了した。
富士ソフト
2024年8月7日、富士ソフトが経営陣による買収（MBO）で非公開化する方針を固めたと報じられ、2025年2月20日にKKRは第2回TOBを完了したと発表した。新株予約権を含め3651万1681株（所有割合は57.92％）を買い付けし、富士ソフトは5月16日をもって東京証券取引所プライム市場上場廃止となった。

## 関係する人物
- 蓑田秀策 - 日本法人元会長
- 平野博文 - 日本法人社長。パナソニック ヘルスケア、Pioneer DJ、カルソニックカンセイ、日立工機、日立国際電気の投資案件にかかわる。KKR以前は企業再生専門コンサルティング会社アリックスパートナーズ日本代表、日興コーディアルグループでマーチャント・バンキング部門CEO、日興プリンシパルインベストメンツの会長を務めた[25]。衆議院議員の平野博文とは同姓同名の別人。